# Calendario dei Giubilei
Il Calendario dei giubilei è un calendario normativo, a modulo costante, che si basava sulla cadenza degli anni giubilari (istituiti in Levitico 25,8), in contrapposizione con il calendario ebraico ufficiale. Secondo il Borgonovo, è stato formulato durante l'esilio babilonese ed è stato adottato fino alla rivolta maccabaica, mentre per altri era già in uso prima dell'esilio I 49 anni del ciclo giubilare erano divisi in blocchi di 7 anni e ulteriormente divisi per sette. Si otteneva così un anno-base sul quale fissare le date di ricorrenza delle feste tradizionali in modo da celebrarle, ogni anno, nelle loro date precise. Il primo ostacolo da evitare era il discostamento di circa 10 giorni annui che intercorrevano tra il calendario lunare e quello solare. C'era anche la necessità di rispettare il ciclo settimanale.
Una prima soluzione era stata quella del calendario delle settimane che considerava l'anno della durata di 364 giorni (52 settimane) e che permetteva  una facile turnazione dei sacerdoti addetti al culto. Era, però più corto di un giorno e circa 6 ore dell'anno tropico. Nel breve periodo questa differenza pareva minima, ma nel lungo periodo spostava il calendario rispetto all'alternanza delle stagioni, il che, creava non pochi squilibri al rituale del culto, in prevalenza legato alla stagionalità. Per evitare questo inconveniente, giudicato grave data la centralità del culto nella vita del popolo ebraico, si introdussero sistemi di riallineamento facendo nascere un nuovo tipo di calendario detto appunto calendario dei giubilei.
Si sa ben poco di come avveniva il riallineamento e si possono fare solo congetture: A. Jaubert propone  l’intercalazione di 35 giorni ogni 28 anni ;E. R. Leach di 59 giorni ogni 49 anni ; J. Milik di un mese ogni 24 anni ; A. Leaney di 7 giorni ogni sette anni, più altri sette ogni 28 anni ; E. Kutsch un riallineamento ogni anno, in base ai solstizi e gli equinozi ; R. Beckwith nessun riallineamento regolare Secondo mons. Borgonovo ogni 7 anni c'era l'aggiunta di una settimana: l'aggiunta degli ulteriori giorni necessari per determinare l'accordo con l'anno tropico avveniva dopo sette settimane di anni cioè 49, era considerato l'anno giubilare, quando erano vietati i lavori agricoli.
Il calendario dei Giubilei secondo J.A. Jaubert  era adottato dagli esseni  e prevedeva intercalazioni prefissate al sistema di 364 giorni all'anno,  con mesi di 30 giorni con l'aggiunta di un giorno ogni 3 mesi. I trimestri risultavano di 91 giorni, cioè 13 settimane esatte. . Il primo giorno dell'anno partiva dal terzo giorno della settimana (il nostro mercoledì) perché giorno della creazione degli astri.
Sempre secondo Jaubert Gesù Cristo festeggiò la pasqua nelle date previste dal calendario dei Giubilei, che anticipava di tre giorni la data del calendario dei sacerdoti. Questo fatto giustificherebbe la differenza nella cronologia tra i vangeli sinottici nel racconto della passione e morte e l'incongruenza di porre la crocifissione in una data in cui sarebbe stata proibita per ragioni religiose.
Il calendario dei giubilei permette che le feste cadano sempre lo stesso giorno della settimana.